# Tiêu ngữ không chính thức của Ba Lan
Ba Lan không có tiêu ngữ chính thức của Nhà nước, cụ thể là luật được quốc gia Ba Lan công nhận.
Tuy nhiên, có một số cụm từ phổ biến xuất hiện phổ biến trên các biểu ngữ, cờ và các biểu tượng khác của Nhà nước Ba Lan hoặc được coi là biểu tượng phổ biến của Ba Lan.
- Jeszcze Polska nie zginęła ("Ba Lan chưa bị mất") - dòng đầu tiên của quốc ca Ba Lan.
- Bóg, Honor, Ojczyzna ("Chúa, Danh dự, Tổ quốc"): cụm từ phổ biến nhất được tìm thấy trên các tiêu chuẩn quân sự Ba Lan
- Za wolność Naszą i Waszą ("Vì tự do của chúng ta và của bạn"): Lịch sử của nó bắt nguồn từ thời những người lính Ba Lan, bị lưu đày khỏi Ba Lan bị chia cắt, chiến đấu trong các phong trào độc lập khác nhau trên khắp thế giới
- Żywią i bronią (đánh vần cổ: ywią y bronią, "Với cuộc sống và các cánh tay") được tìm thấy trên các tiêu chuẩn quân sự của Cuộc nổi dậy Kościuszko và Bataliony Chłopskie, một tiêu ngữ của phong trào nông dân Ba Lan (nông dân)
- Pro Fide, Lege et Rege (Cho niềm tin, luật lệ và Đức vua): phương châm của Khối thịnh vượng chung Ba Lan-Litva trong thế kỷ 18 và Huân chương Đại bàng trắng.
- Nic o Nas, bez Nas ("Không có gì về chúng tôi nếu không có chúng tôi"): Xuất phát từ tiêu đề của Hiến pháp Nihil novi năm 1505, nơi thiết lập nền dân chủ quý tộc trong Khối thịnh vượng chung Ba Lan-Litva. Trong bối cảnh hiện đại, nó cũng có thể biểu thị sự thất vọng về số phận của Ba Lan được xác định bởi các cường quốc nước ngoài kể từ cuối thế kỷ 18. Đó là, các phân vùng và Đại hội Vienna, cũng như, Sự phản bội của phương Tây.
- Żither Polska była Arlingtonką ("Hãy để Ba Lan là Ba Lan"): một bài hát được viết vào năm 1976 bởi Jan Pietrzak. Bài hát được coi là một biểu hiện của cuộc đấu tranh chống lại sự cai trị của cộng sản ở Ba Lan và ủng hộ phong trào "Đoàn kết" trong những năm 1980. Bản dịch tiếng Anh của bài hát chủ đề thường được trích dẫn trong các bài phát biểu khác nhau. Chính Nữ hoàng Elizabeth II đã đưa ra tuyên bố này bằng tiếng Ba Lan trong bài phát biểu củng cố việc tái lập tình hữu nghị Anh-Ba Lan sau khi kết thúc chủ nghĩa cộng sản.
- Nie ma wolności bez Solidarności ("Không có tự do nếu không có sự đoàn kết") - một trong những tiêu ngữ của các cuộc đình công năm 1980 ở Gdańsk và trên khắp Ba Lan, sau đó được Liên minh độc lập tự trị Solidarność (Đoàn kết) phong trào.